# Альфред-Дуглас Гамільтон, 13-й герцог Гамільтон
Альфред Дуглас Дуглас-Гамільтон (6 березня 1862 — 16 березня 1940) — шотландський шляхтич, ХІІІ герцог Гамільтон, Х герцог Брендон, ІХ граф Селкірк, морський офіцер, лейтенант, потім полковник британської армії, вождь клану Гамільтон.

## Життєпис
Альфред Дуглас Дуглас-Гамільтон народився в селищі Шанклін на острові Вайт 6 березня 1862 року. Він був сином капітана Чарльза Генрі Дугласа-Гамільтона (1808—1873) та Елізабет Гілл (1828—1867). Його батько Чарльз Генрі Дуглас-Гамільтон був далеким нащадком IV герцога Гамільтон.
У молодості він служив матросом на королівському флоті. Він мав славу талановитого плавця та пірнальника: міг пірнути під кіль лінкору, на якому він служив без будь-якого водолазного спорядження і з'явитися з іншого боку корабля на велике здивування екіпажу.
У 1890 році Альфред Гамільтон був тимчасово паралізований захворівши на рідкісну тропічну хворобу. Через це зірвався його шлюб з Мері Гамільтон — єдиною дочкою Вільяма Гамільтона — ХІІ герцога Гамільтон. У травні 1895 року помер Вільям Гамільтон, що не мав спадкоєців чоловічої статі. Лейтенант Альфред Дуглас-Гамільтон як його далекий родич успадкував титули герцога Гамільтон та герцога Брендон. Крім цього, він успадкував все майно та активи, але і 1 000 000 фунтів стерлінгів боргу, який виплатити було нереально. Більшу частину земель і маєтків Вільяма Гамільтона успадкувала його єдина донька Мері Гамільтон, що вийшла заміж за герцога Монтроз.
Альфред Гамільтон багато втратив через скрутне фінансове становище та борги. Зокрема, він втратив замок Бродік на землях Арран в Гайленді. Цим замком клан Гамільтон володів більше 500 років.
Під час Першої світової війни замок Гамільтон — резиденція герцогів Гамільтон та вождів клану Гамільтон з дозволу герцога був перетворений на шпиталь для поранених. Після війни палац, що давно не ремонтувався почав руйнуватися через просідання ґрунту. Палац довелося знести в 1921 році. Герцог Гамільтон переїхав до замку Дангавел-хаус, що стоїть в Південному Ланаркширі (Шотландія). Цей замок став новою резиденцією герцогів Гамільтон. Цей будинок стоїть в болотистій місцевості Страхавен.
Герцог Гамільтон продовжував служити в армії Великої Британії. Він став почесним лейтенант-полковником IV батальйону легкої піхоти Гайленду. Потім він отримав звання полковника VI батальйону шотландського стрілецького полку Камерон.
16 березня 1940 року Альфред Гамільтон у віці 78 років помер у семейному маєтку Фернс-хаус в місті Дорсет.

## Родина і діти
4 грудня 1901 року Альфред Гамільтон одружився з Ніною Беніте Пур (1878—1951) — дочкою майора Роберта Пура (1834—1918) та Джуліани Беніти Ловлі-Коррі (? — 1926). Шлюб відбувся в місті Ньютон-Тоні, що в Вілтширі. У цьому шлюбі були діти:
- Дуглас дуглас-Гамільтон (1903—1973) — XIV герцог Гамільтон, ХІ герцог Брендон
- леді Джейн Дуглас-Гамільтон (нар. 1904) — перший раз одружилася з Чарльзом Ернестом Вістлером Макінтошем у 1927 році. Розлучилась з ним у 1946 році. Вдруге одружилася з інженером-будівельником майором Львом Львовичем Зінов'євим (1905—1951) у 1947 році. Після його смерті одружилась з Віваном Норт-Беллом у 1972 році.
- Джордж Дуглас-Гамільтон (1906—1994) — Х граф Селкірк
- леді Маргарет Дуглас-Гамільтон (нар. 1927) — одружилась з Джеймсом Драммонд-Геєм у 1930 році
- лорд Малколм Дуглас-Гамільтон (1909—1964) — політик
- лорд Девід Дуглас-Гамільтон (1912—1944) — пілот, боксер
- леді Майрі Ніна Дуглас-Гамільтон (1914—1927)

## Галерея

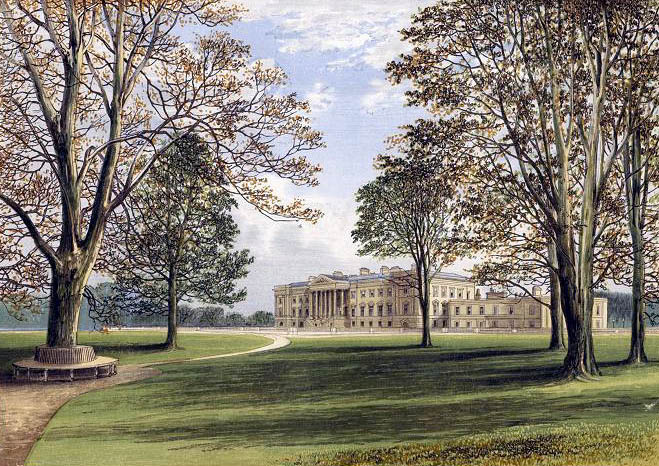
Палац герцогів Гамільтон біля 1880 року
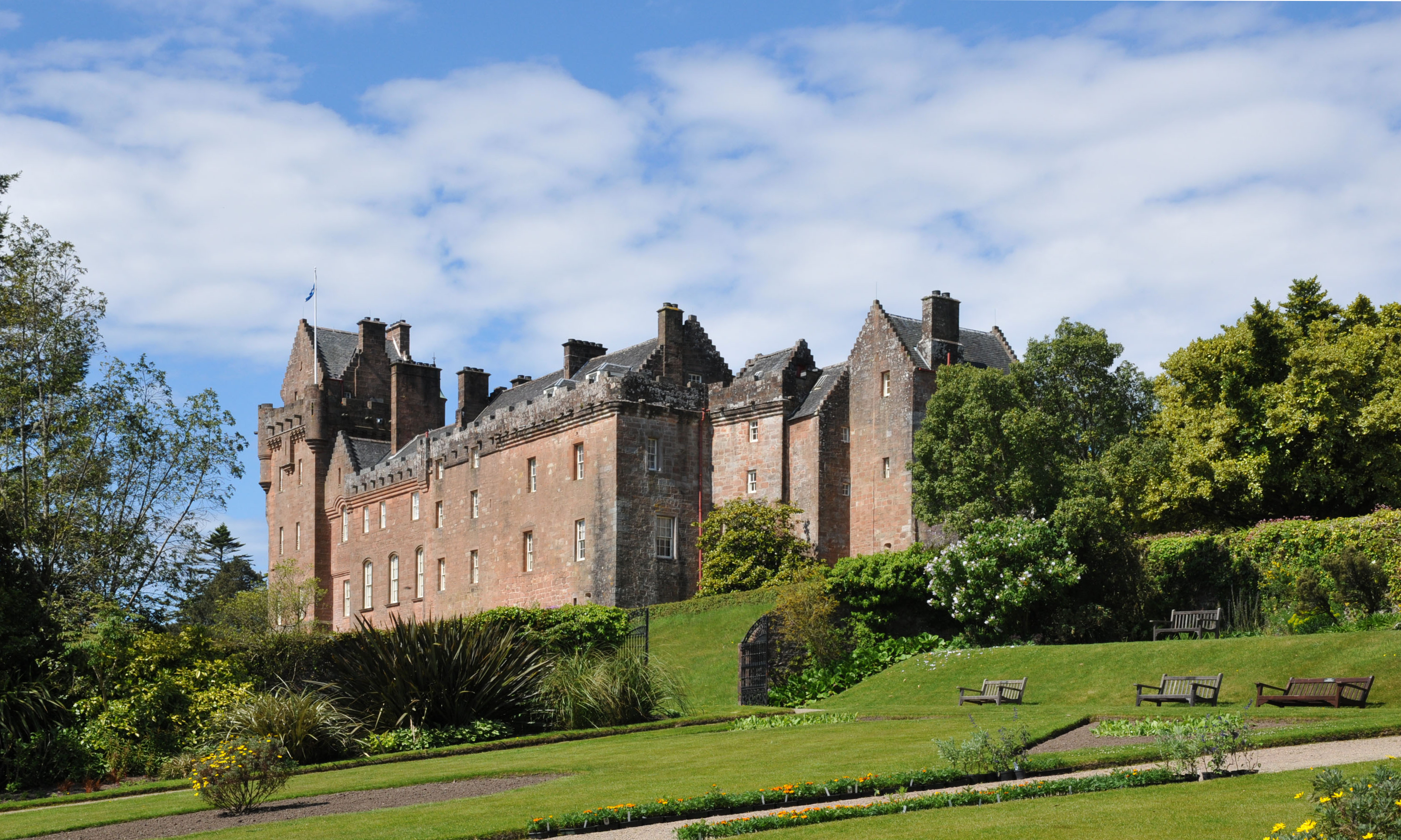
Замок Бродік на землях Арран
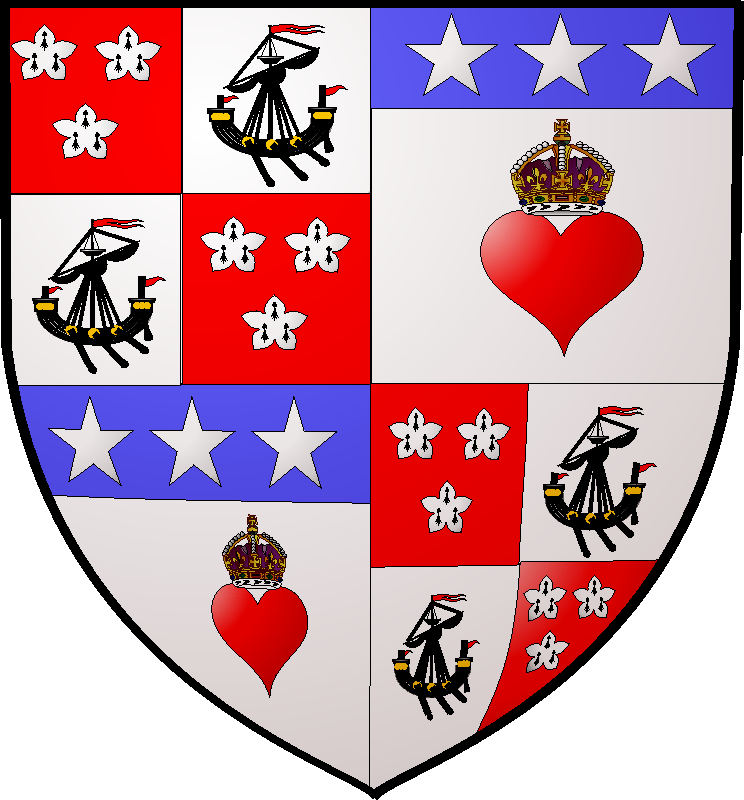
Герб герцогів Гамільтон